# Calzada de Calatrava
Calzada de Calatrava ist eine spanische Gemeinde (Municipio) mit 3.727 Einwohnern (Stand: 2024) in der Provinz Ciudad Real in der autonomen Gemeinschaft Kastilien-La Mancha.

## Geografie
Calzada de Calatrava liegt im Campo de Calatrava etwa 38 Kilometer südsüdöstlich von Ciudad Real in einer Höhe von ca. 645 m. Ihre Topographie wird bestimmt durch die Ebene von La Mancha. Sie liegt im Einzugsgebiet des Río Jabalón, einem Nebenfluss des Río Guadiana.
Kalte Winter und heiße Sommer mit wenig Niederschlag sind charakteristisch für das mediterran-kontinentale Klima.

## Bevölkerungsentwicklung
| Jahr      | 1970 | 1981 | 1991 | 2001 | 2011 | 2021 |
| Einwohner | 6372 | 5166 | 5068 | 4616 | 4430 | 3615 |

## Kulturelles Erbe

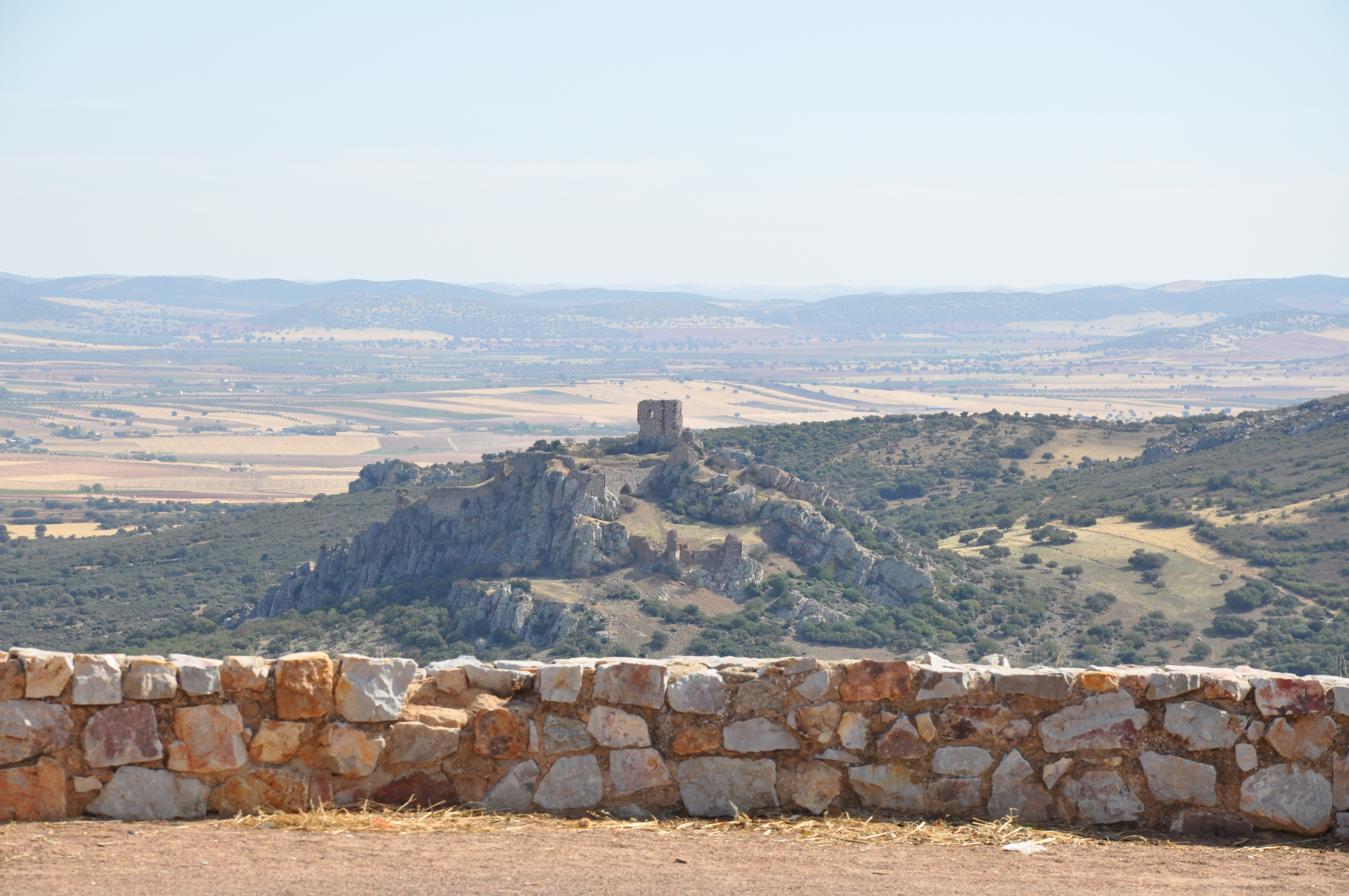
Burg von Salvatierra
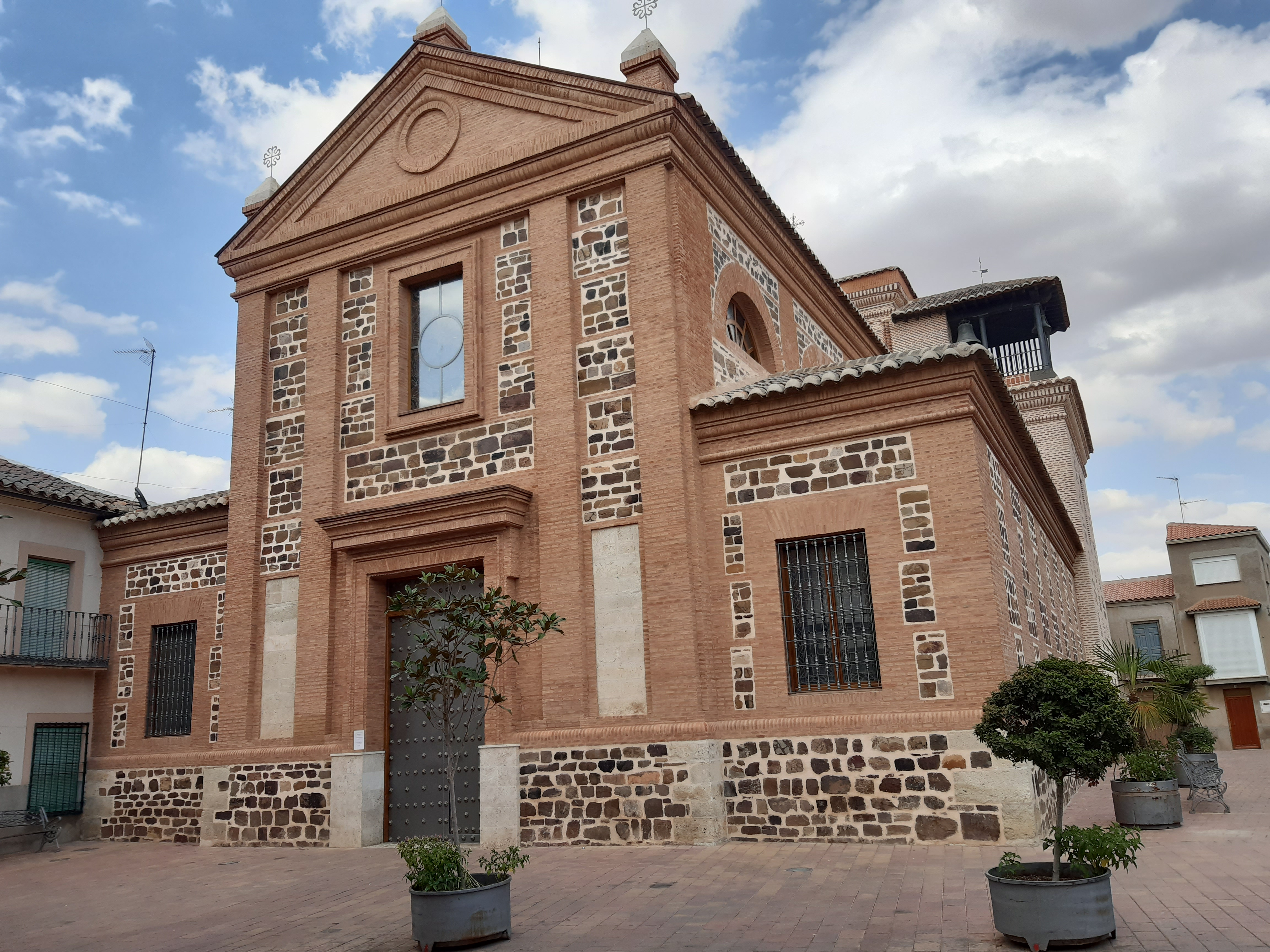
Kirche Mariä Himmelfahrt (Iglesia de Nuestra Señora de la Asunción) aus dem 17. Jahrhundert
- Salvatorkapelle
- Sebastianuskapelle
- Marienkapelle

- Burg von Salvatierra
- Kirche Mariä Himmelfahrt

## Persönlichkeiten
- Pedro Almodóvar (* 1949), Regisseur
- Agustín Almodóvar (* 1955), Schauspieler und Filmproduzent
- Manu Ríos (* 1998), Schauspieler